# خالد الجميعان
خالد جميعان سالم الجميعان ، من مواليد عام (1951-) ، وزير ونائب سابق في مجلس الأمة الكويتي.

## حياته البرلمانية
شارك في انتخابات مجلس الأمة الكويتي 1981 في الدائرة الأولى، وحصل على المركز الثاني برصيد 376 صوت وفاز بالانتخابات ، وشارك في انتخابات مجلس الأمة الكويتي 1985 في الدائرة الأولى، وحصل على المركز الأول برصيد 538 صوت وفاز بالانتخابات ، وشارك في انتخابات مجلس الأمة الكويتي 1999 في الدائرة الأولى، وحصل على المركز الخامس برصيد 456 صوت وخسر الانتخابات.

## حياته الوزارية
عين في 30 مارس 1985 وزيرا للشؤون الاجتماعية والعمل في الحكومة الثانية عشر ، وعين في عام 1986 وزيرا للمواصلات. ، كما تقلد كذلك منصب عضو بنك التسليف من عام 1996 إلى 2002 .